# Thomas Cavendish

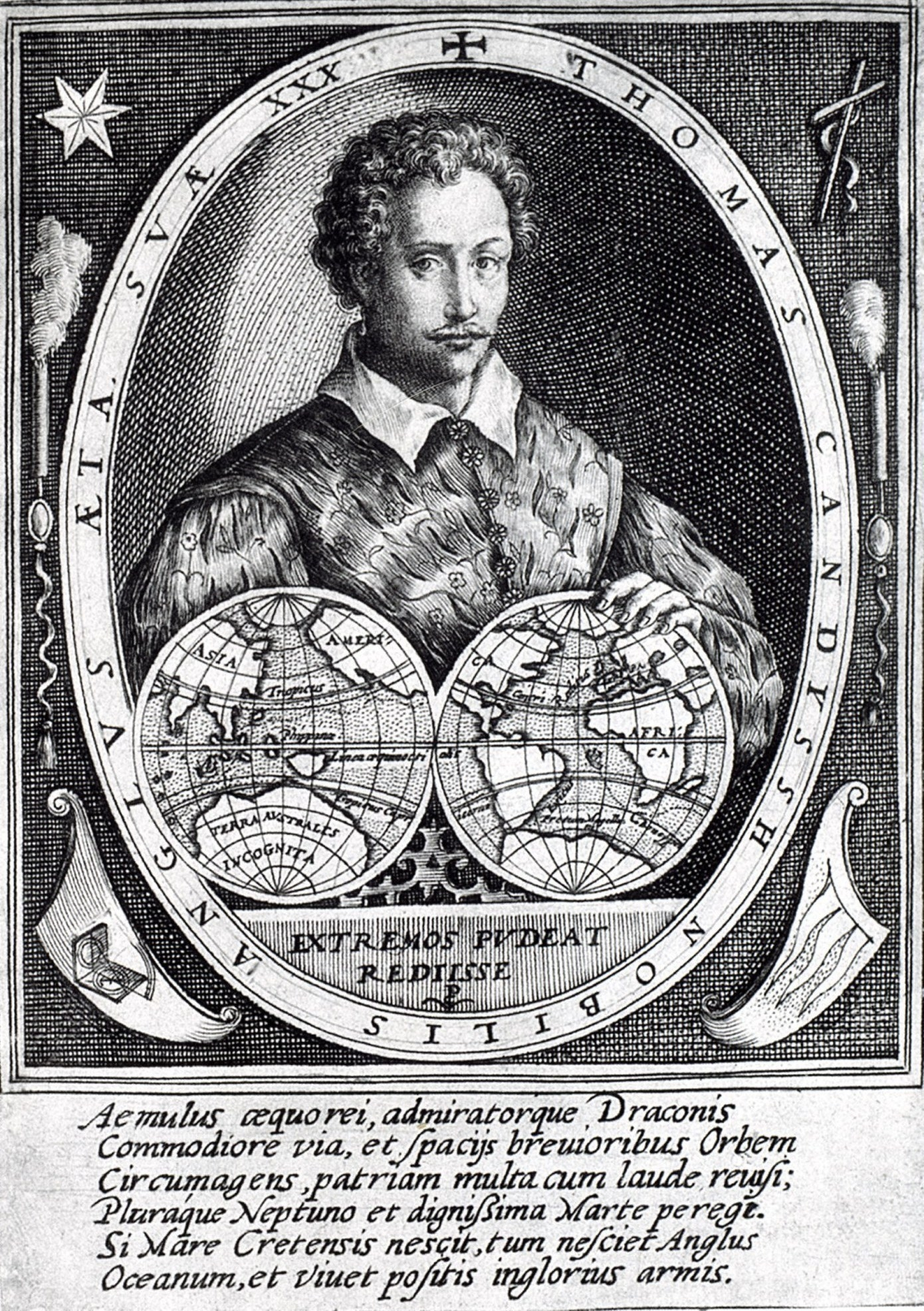
Thomas Cavendish mit Doppelhemisphären-Weltkarte mit Hinweis auf die Weltumsegelung 1586/88

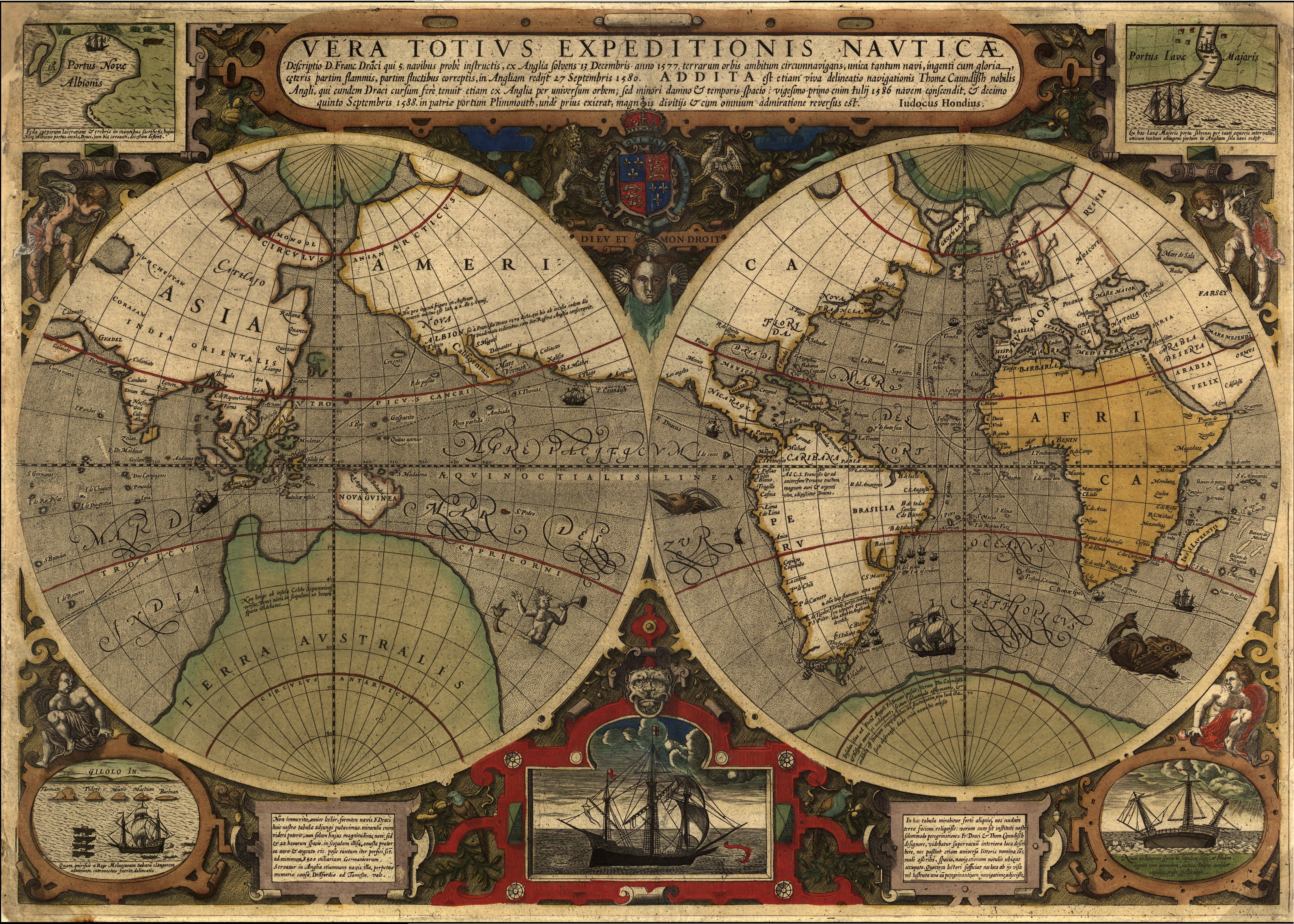
Die Karte von Jodocus Hondius Vera Totius Expeditionis Nauticae (1595) mit Darstellung der Weltumsegelungen von Francis Drake und Thomas Cavendish

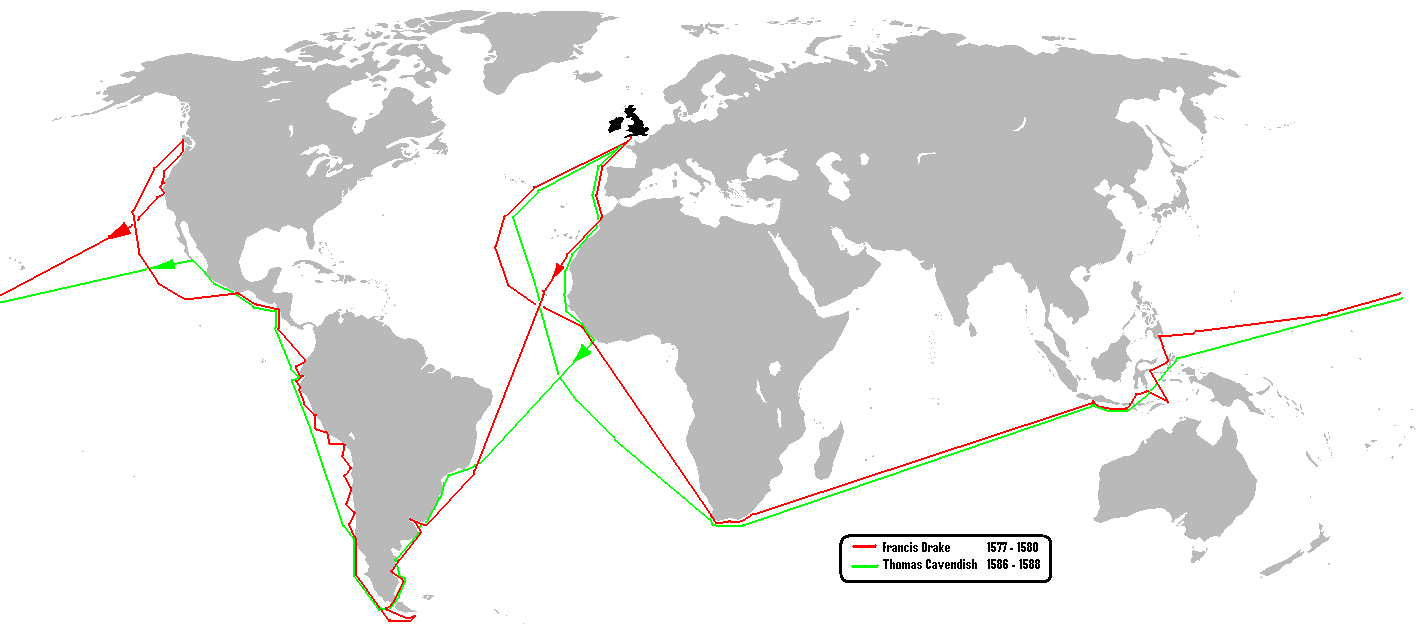
Weltumsegelungen von Francis Drake und Thomas Cavendish

Sir Thomas Cavendish (* 1555 in Trimley St. Martin bei Ipswich, Suffolk, England; † Februar 1592 auf dem Atlantik) war ein englischer Freibeuter und der dritte Weltumsegler.

## Leben
Cavendish studierte von 1575 bis 1577 kurze Zeit am Corpus Christi College in Cambridge, ohne einen Abschluss zu machen. Im Jahr 1585 begleitete er Sir Richard Grenville nach Roanoke Island vor North Carolina. 
Bald nach seiner Rückkehr nach England unternahm er eine aufwendige Nachahmung der großen Reise von Sir Francis Drake. Er rüstete aus eigenen Mitteln drei Schiffe mit 123 Mann Besatzung aus (Desiré, Hugh Gallant und Content), um am 26. Juli 1586 von Plymouth aus die Erde zu umsegeln. Am Mündungstrichter des Río Deseado ging Cavendish im Jahre 1586 an Land und nannte den Platz Port Desire (heute Puerto Deseado). 1587 erreichte er den Ort Puerto del Hambre (übers. Hafen des Hungers) in der Magellan-Straße, wo er die Reste der Siedlung und rund 300 verhungerte und erfrorene Siedler vorfand. Er nannte den Ort, in der englischen Übersetzung des spanischen Namens, Port Famine. Er segelte durch die Magellanstraße an Chile, Peru und Mexiko vorbei, wobei er 19 spanische Schiffe versenkte. 
Später kaperte er an der Küste Kaliforniens die Santa Ana, eine 600 Tonnen schwere Galeone des Königs von Spanien, die große Werte mit sich führte, unter anderem 122.000 Spanische Dolaros (Solche Silberdollar-Münzen ließ Philipp II. von Spanien ab 1575 in Potosí im heutigen Bolivien prägen. Sie waren gleichgewichtig mit den niederländischen Philippusdaalders und wurden häufig von englischen Freibeutern (Kaperschiffen) erbeutet.). Über den Pazifik, das Kap der guten Hoffnung und St. Helena, das er am 5. Juni 1588 als erster Engländer betrat, erreichte ein Schiff, die Desiré (140 Tonnen), am 10. September 1588 wieder Plymouth.
1591 unternahm Cavendish eine neue Fahrt mit fünf Schiffen, musste jedoch in der Magellanstraße umkehren, da seine Mannschaft meuterte. Er starb während der Rückfahrt auf dem Atlantik.